# Marz
Marz (ungarisch Márcfalva, Márczfalva) ist eine Gemeinde mit 2108 Einwohnern (Stand 1. Jänner 2024) im Bezirk Mattersburg im Burgenland in Österreich.

## Geografie
Die Gemeinde liegt im Tal des Marzer Bachs in einer etwa 20 km breiten Mulde der Wulkaebene. Sie ist umgeben von niedrigen, zum Teil bewaldeten Hügeln. Einzige Ortschaft der Gemeinde ist Marz, allerdings gibt es noch die Einzellagen Heroldsmühle, Holzstadel und Villa Waldfried.

### Nachbargemeinden
|             | Mattersburg                                 | Pöttelsdorf und Zemendorf-Stöttera |
| Mattersburg | Kompassrose, die auf Nachbargemeinden zeigt | Rohrbach bei Mattersburg           |
|             | Sieggraben                                  |                                    |

## Geschichte

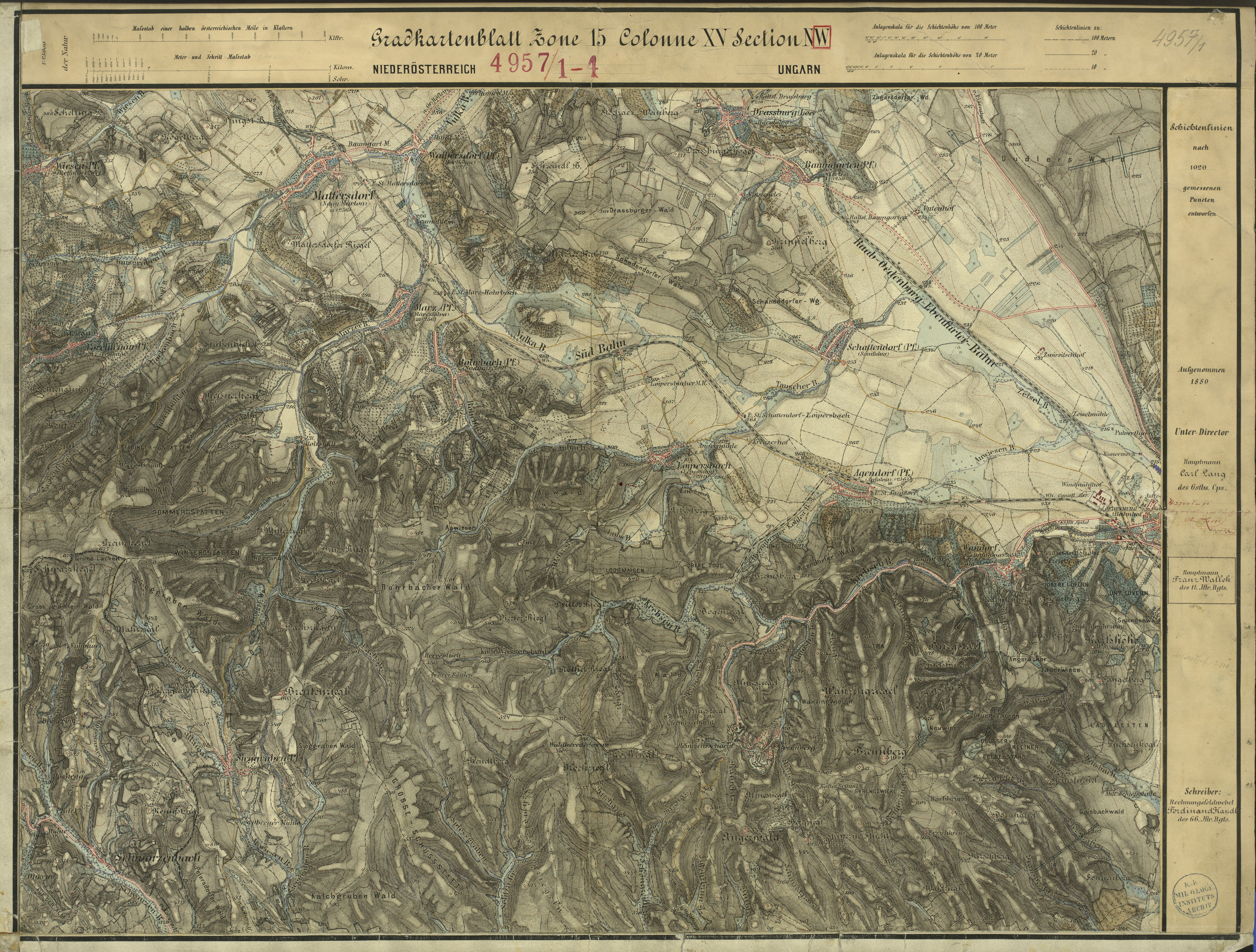
Marz (Mitte links) um 1880 (Aufnahmeblatt der Landesaufnahme)

Die Funde von Tonscherben mit Linearbandverzierungen und Steinbeilen bezeugen, dass das Gebiet bereits in der Jungsteinzeit besiedelt war.
Das Hügelgräberfeld auf der „Leberweide“, einer Anhöhe südlich des Ortes, stammt aus der Eisenzeit. Ein großes Tongefäß, das auf der Schulter zwei plastisch modellierte erhobene Hände trägt, befindet sich im Naturhistorischen Museum in Wien.
Vor Christi Geburt war das Gebiet Teil des keltischen Königreiches Noricum und gehörte zur Umgebung der keltischen Höhensiedlung Burg auf dem Schwarzenbacher Burgberg. Später unter den Römern lag das heutige Marz dann in der Provinz Pannonia.
Marz wurde 1202 erstmals urkundlich als Mouruhc erwähnt. Ab dem Jahr 1312 war Marz Teil der Grafschaft Mattersdorf, die später als Grafschaft Forchtenstein bezeichnet wurde.
Die Revolution von 1848 brachte die Aufhebung der Grundherrschaft und die Durchführung der Bodenreform. Der Ort gehörte wie das gesamte Burgenland bis 1920/21 zu Ungarn (Deutsch-Westungarn). Seit 1898 musste aufgrund der Magyarisierungspolitik der Regierung in Budapest der ungarische Ortsname Márcfalva verwendet werden.
Nach Ende des Ersten Weltkriegs wurde nach zähen Verhandlungen Deutsch-Westungarn in den Verträgen von St. Germain und Trianon 1919 Österreich zugesprochen. Der Ort gehört seit 1921 zum neu gegründeten Bundesland Burgenland (siehe auch Geschichte des Burgenlandes).
Legende: Der heilige Willibald (erster Bischof von Eichstätt) soll im Jahre 741 die erste Kirche gebaut haben.

## Kultur und Sehenswürdigkeiten

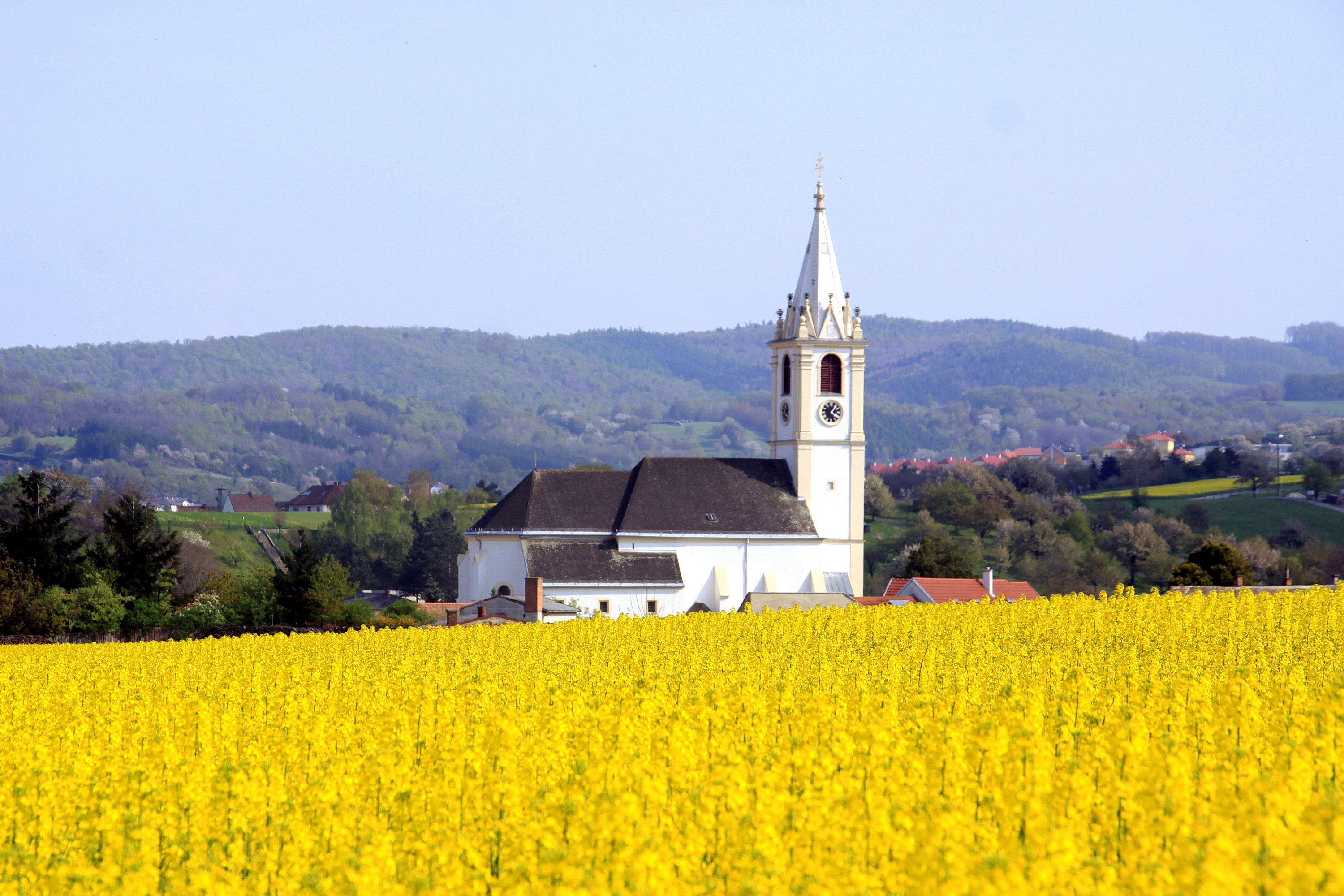
Römisch-katholische Pfarrkirche Mariae Krönung

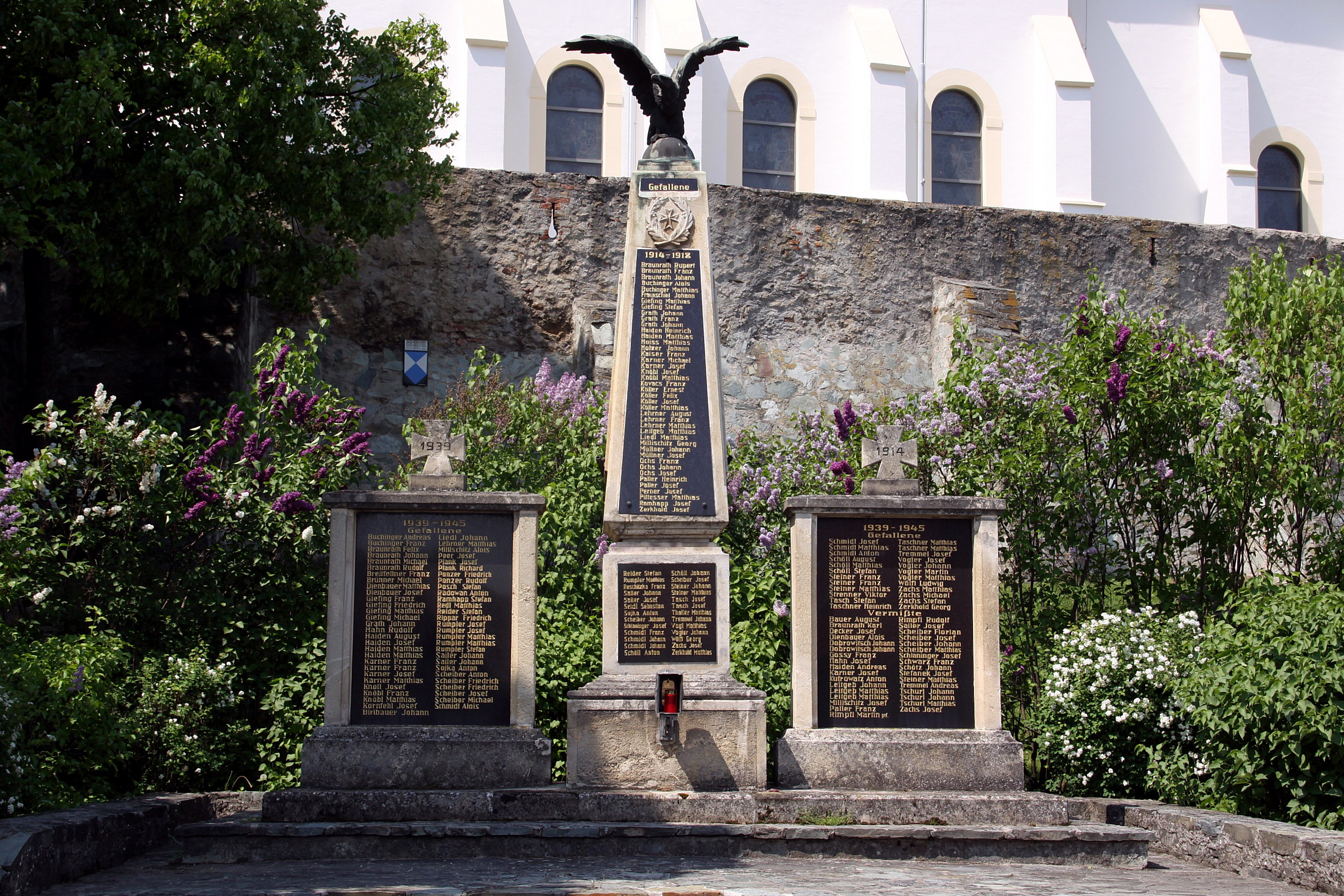
Kriegerdenkmal beim Aufgang zur Pfarrkirche

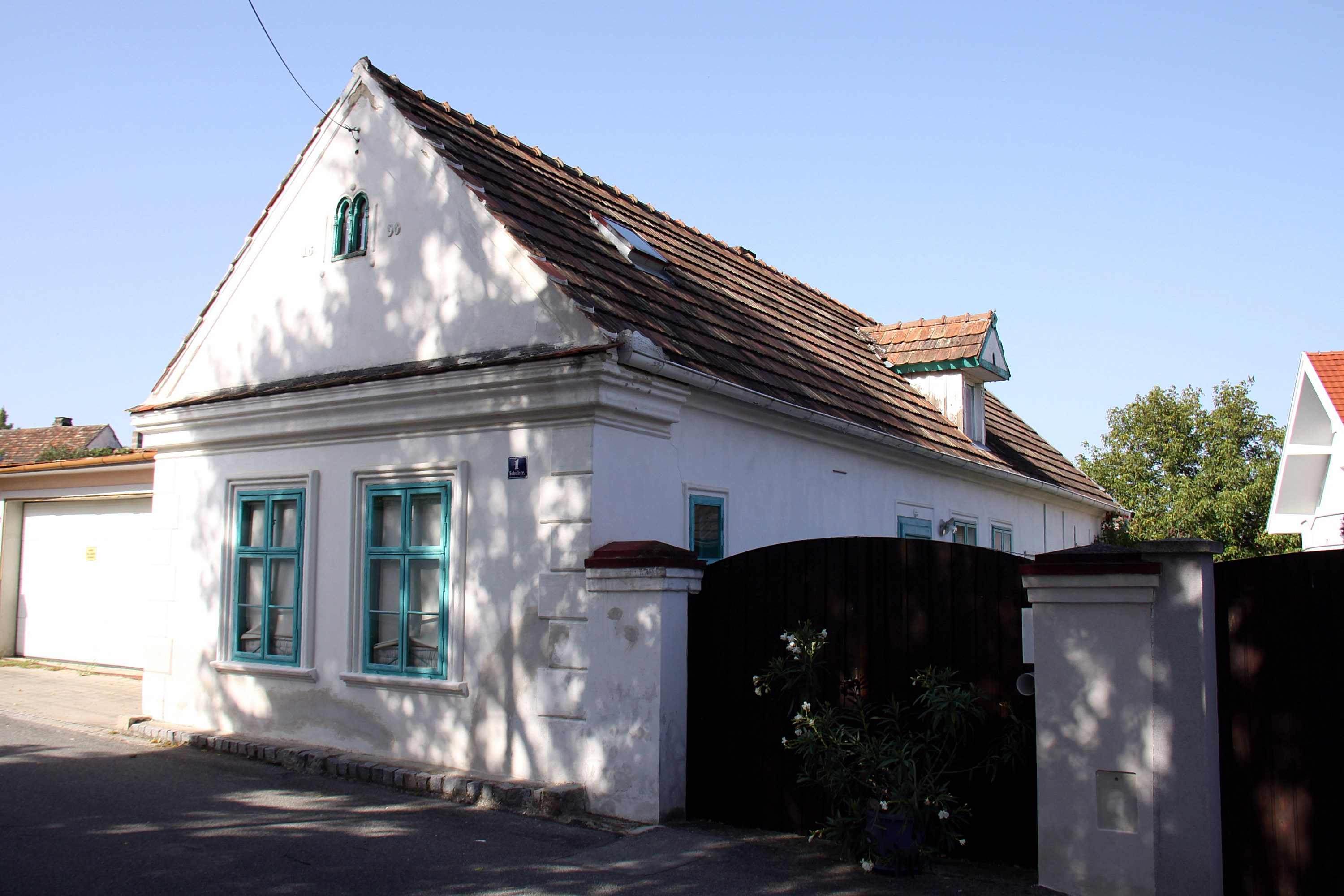
Ältestes Haus von Marz (erbaut 1690)

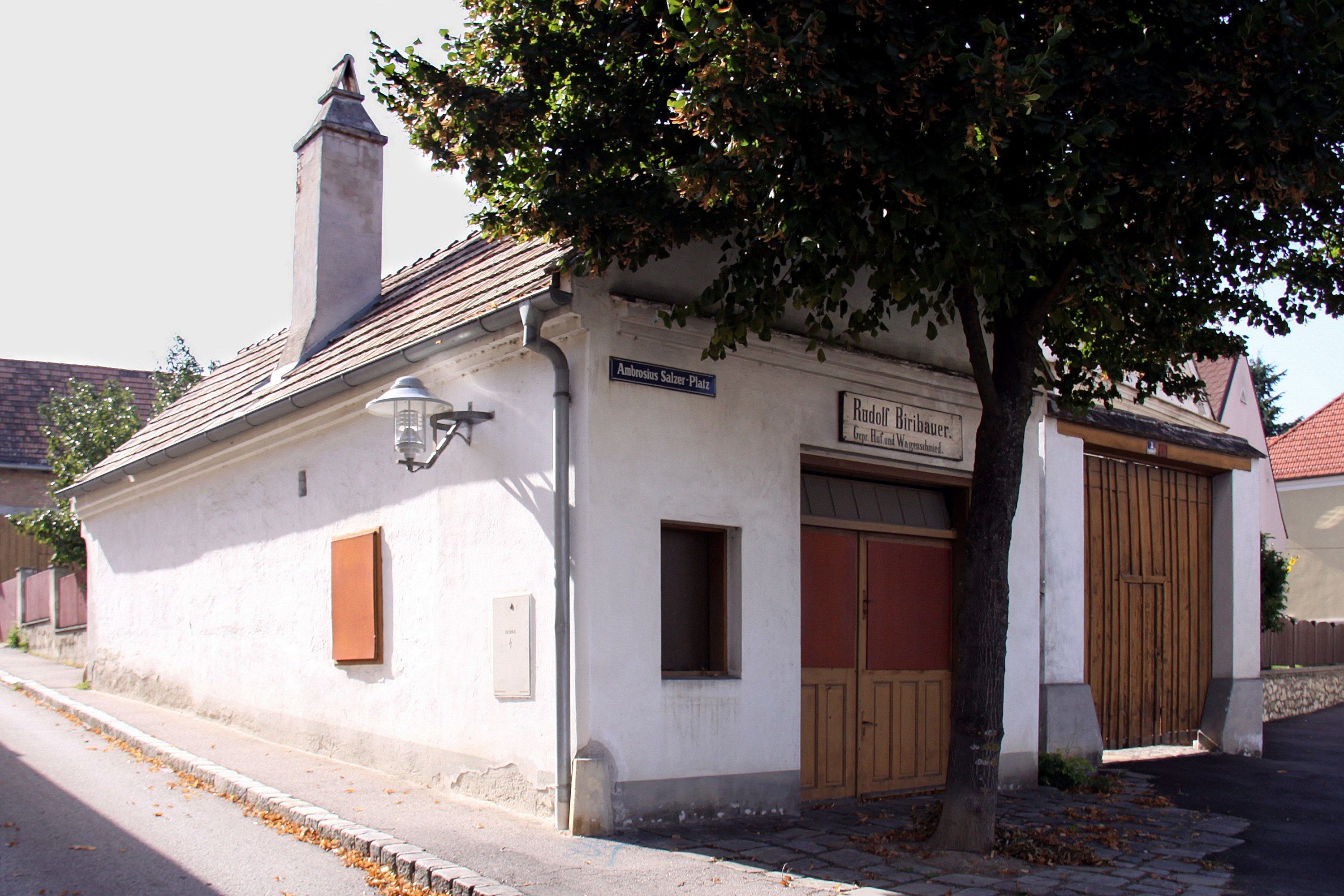
Denkmalgeschützte alte Schmiede

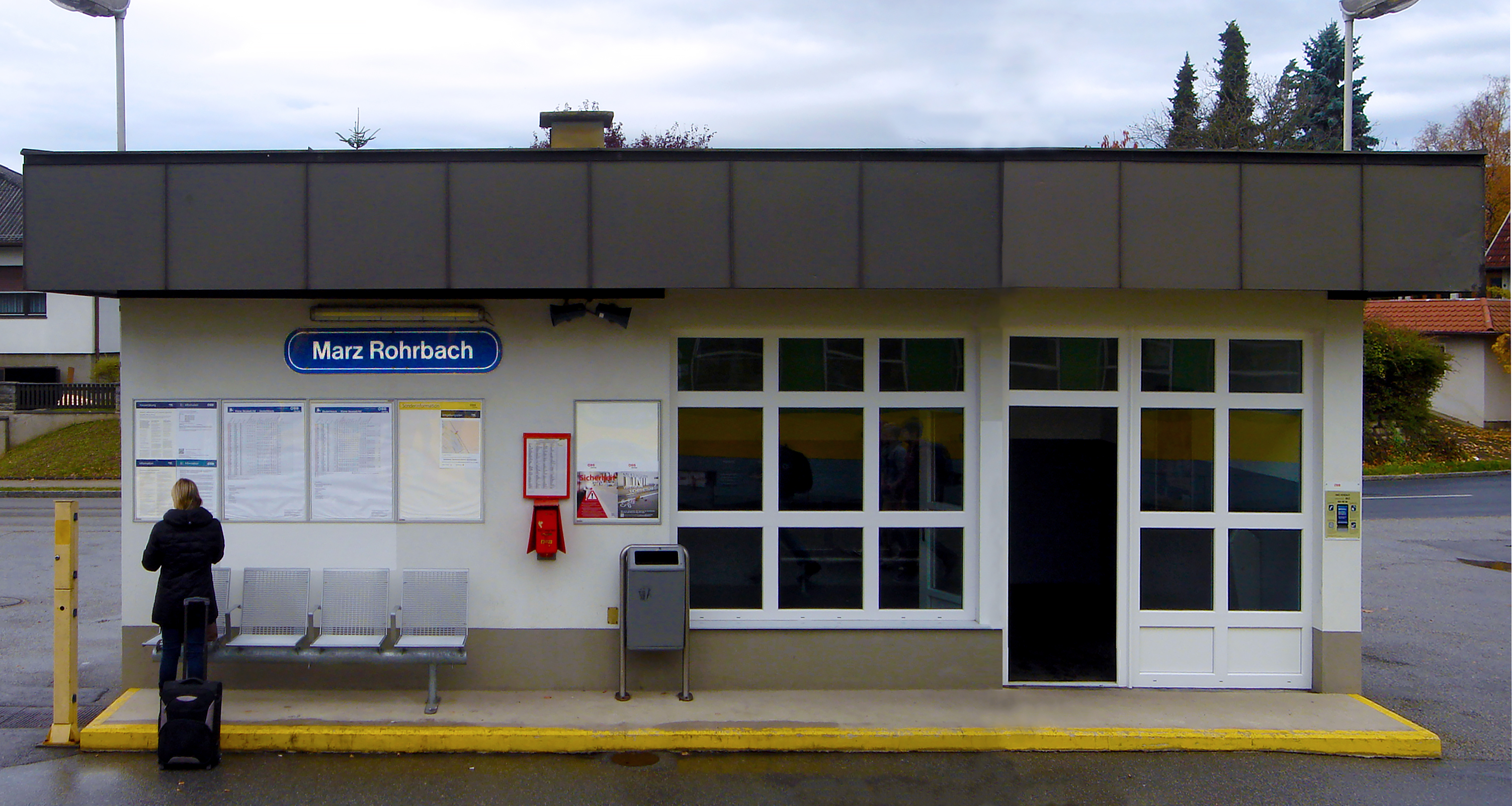
Mattersburger Bahn, Aufnahmsgebäude der Haltestelle Marz Rohrbach, vormals Bahnhof

- Kath. Pfarrkirche Marz Krönung Mariens
- Lichtsäule: auf dem Ambrosius Salzer-Platz
- Anlage Alte Schmiede: Schmiede- und Wohntrakt, Lagergebäude und Innenhof, Ambrosius Salzer-Platz 1
- Pest-/Dreifaltigkeitssäule, Mariensäule: Ambrosius Salzer-Platz 3
- Radkreuz: Ambrosius Salzer-Platz 4
- Grabsteine: Friedhofgasse 1
- Johannes-Nepomuk-Kapelle: Heiligenbrunnengasse
- Neumühle/ehem. Heroldmühle: Heroldmühle 1
- Gemeindeamt: Schulstraße 11

## Natur
- Naturpark Rosalia-Kogelberg: 7770 Hektar groß, im Jahr 2006 offiziell von der Landesregierung als Naturpark begründet, Marz ist eine der 13 Naturparkgemeinden

## Politik

### Gemeinderat
Der Gemeinderat hat 21 Mitglieder.

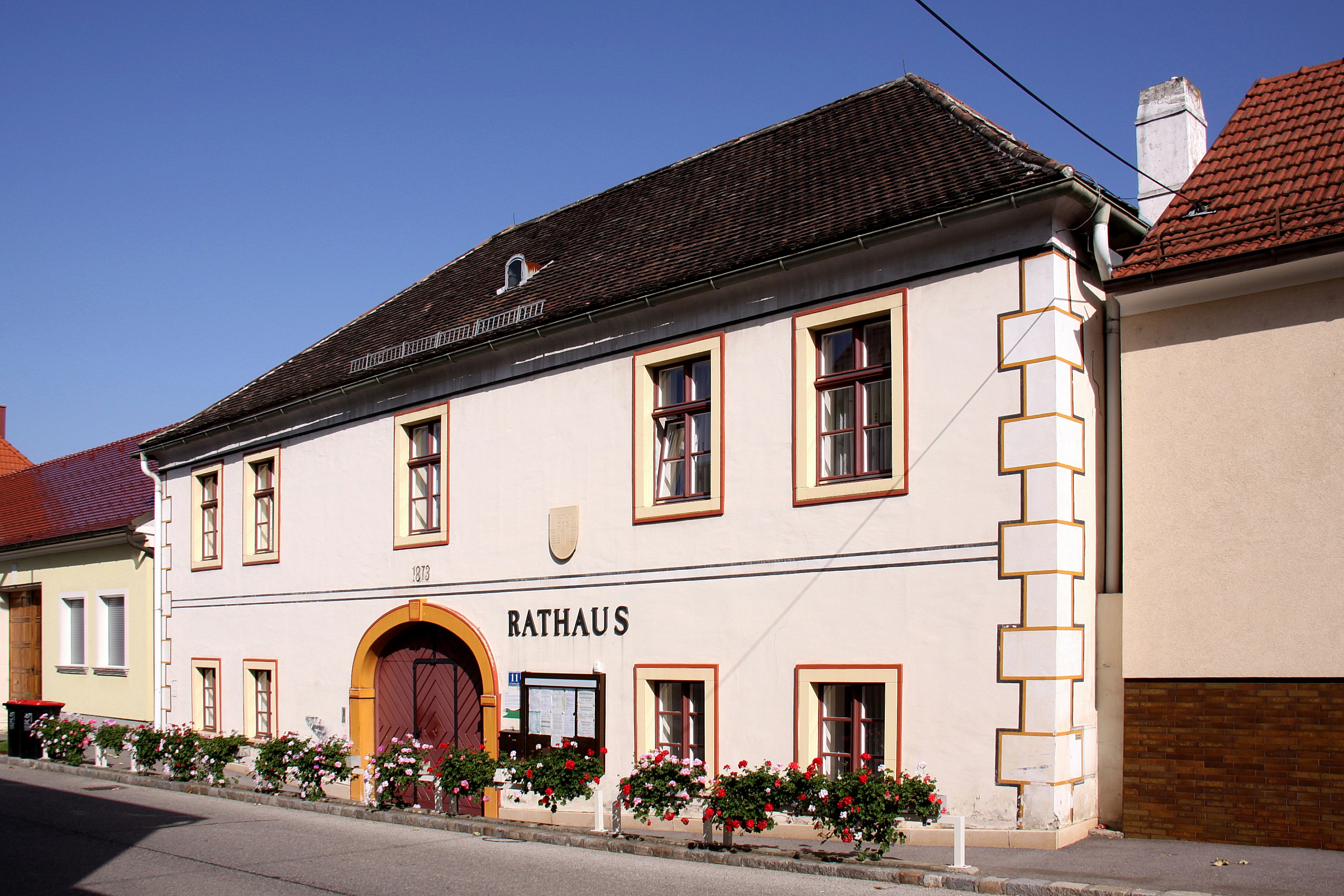
Das Gemeindeamt steht unter Denkmalschutz

- Mit den Gemeinderatswahlen im Burgenland 2007 hatte der Gemeinderat folgende Verteilung: 12 ÖVP, und 9 SPÖ.
- Mit den Gemeinderatswahlen im Burgenland 2012 hatte der Gemeinderat folgende Verteilung: 19 ÖVP, und 2 FPÖ. Die SPÖ hatte ihren Wahlvorschlag nicht rechtzeitig eingebracht und konnte nicht antreten.
- Mit den Gemeinderatswahlen im Burgenland 2017 hat der Gemeinderat folgende Verteilung: 12 ÖVP, 8 SPÖ, und 1 FPÖ.

Der Gemeinderat umfasst aufgrund der Einwohnerzahl insgesamt 21 Mitglieder.
| Partei          | 2022             | 2022             | 2022             | 2017             | 2017             | 2017             | 2012                | 2012                | 2012                | 2007             | 2007             | 2007             | 2002             | 2002             | 2002             | 1997             | 1997             | 1997             |
| Partei          | Sti.             | %                | M.               | Sti.             | %                | M.               | Sti.                | %                   | M.                  | Sti.             | %                | M.               | Sti.             | %                | M.               | Sti.             | %                | M.               |
| --------------- | ---------------- | ---------------- | ---------------- | ---------------- | ---------------- | ---------------- | ------------------- | ------------------- | ------------------- | ---------------- | ---------------- | ---------------- | ---------------- | ---------------- | ---------------- | ---------------- | ---------------- | ---------------- |
| ÖVP             | 703              | 51.88            | 11               | 791              | 56,38            | 12               | 939                 | 87,59               | 19                  | 807              | 57,11            | 12               | 791              | 55,74            | 12               | 614              | 47,27            | 10               |
| SPÖ             | 652              | 48.12            | 10               | 528              | 37,63            | 8                | nicht kandidiert A1 | nicht kandidiert A1 | nicht kandidiert A1 | 572              | 40,48            | 9                | 556              | 39,18            | 8                | 535              | 41,19            | 9                |
| FPÖ             | nicht kandidiert | nicht kandidiert | nicht kandidiert | 84               | 5,99             | 1                | 133                 | 12,41               | 2                   | nicht kandidiert | nicht kandidiert | nicht kandidiert | 72               | 5,07             | 1                | 150              | 11,55            | 2                |
| FBL             | nicht kandidiert | nicht kandidiert | nicht kandidiert | nicht kandidiert | nicht kandidiert | nicht kandidiert | nicht kandidiert    | nicht kandidiert    | nicht kandidiert    | 34               | 2,41             | 0                | nicht kandidiert | nicht kandidiert | nicht kandidiert | nicht kandidiert | nicht kandidiert | nicht kandidiert |
| Wahlberechtigte | 1805             | 1805             | 1805             | 1756             | 1756             | 1756             | 1712                | 1712                | 1712                | 1692             | 1692             | 1692             | 1677             | 1677             | 1677             | 1537             | 1537             | 1537             |
| Wahlbeteiligung | 82,38 %          | 82,38 %          | 82,38 %          | 84,11 %          | 84,11 %          | 84,11 %          | 81,07 %             | 81,07 %             | 81,07 %             | 88,89 %          | 88,89 %          | 88,89 %          | 90,94 %          | 90,94 %          | 90,94 %          | 92,13 %          | 92,13 %          | 92,13 %          |

### Gemeindevorstand
Neben Bürgermeister Gerald Hüller (ÖVP) und den beiden Vizebürgermeistern Jürgen Lehrner (SPÖ) und Maria Zachs (ÖVP) gehören weiters die geschäftsführenden Gemeinderäte Corinna Braunrath (SPÖ), Franz Buchinger (ÖVP), Andreas Grath (SPÖ) und Gertraud Zachs (ÖVP) dem Gemeindevorstand an.
Umweltgemeinderätin ist Christina Biribauer (ÖVP).

### Bürgermeister
Bürgermeister ist seit 2007 Gerald Hüller (ÖVP). Anlässlich der Bürgermeisterdirektwahl 2017 wurde er mit 67,10 % in seinem Amt bestätigt. Seine Mitbewerber Ursula Linniger (SPÖ) und Klaus Thier (FPÖ) kamen auf 27,69 % bzw. 5,21 %. Bei der Wahl 2012 hatte Hüller 85,15 % ohne Gegenkandidaten erreicht. Damit ging Hüller in seine dritte Amtsperiode.
Bei der Wahl 2022 verteidigte Gerald Hüller das Bürgermeisteramt mit 54,28 Prozent im ersten Wahldurchgang.
Erster Vizebürgermeister ist Jürgen Lehrner (SPÖ), zweite Vizebürgermeisterin ist Maria Zachs (ÖVP).

### Chronik der Bürgermeister
| von              | bis              | Bürgermeister     |
| ---------------- | ---------------- | ----------------- |
| 1850             | 1851             | Johann Tasch      |
| 1851             | 1853             | Anton Schlaninger |
| 1854             |                  | Matthias Ochs     |
| 1855             |                  | Matthias Schmidl  |
| 1889             |                  | Johann Vogler     |
| 1900             |                  | Johann Buchinger  |
| 1910, 1912, 1916 | 1910, 1912, 1916 | Matthias Rumpler  |
| 1920             |                  | Matthias Scheiber |

| von  | bis  | Bürgermeister          |
| ---- | ---- | ---------------------- |
| 1920 |      | J. oder Michael Schöll |
| 1920 | 1921 | Johann Buchinger       |
| 1921 | 1922 | Matthias Sailer        |
| 1923 | 1925 | Josef Steiner          |
| 1925 | 1927 | Michael Giefing        |
| 1927 | 1938 | Johann Leitgeb         |
| 1938 | 1943 | Franz Redl             |
| 1943 | 1945 | Rudolf Ponzer          |

| von       | bis       | Bürgermeister    |
| --------- | --------- | ---------------- |
| 1945      |           | Franz Leitgeb    |
| 1945      | 1950      | Johann Leitgeb   |
| 1950      | 1963      | Johann Buchinger |
| 1963      | 1967      | Stefan Zachs     |
| 1967      | 1972      | Johann Buchinger |
| 1972      | 1997      | Alois Grath      |
| 1997      | 2007      | Otto Scheiber    |
| seit 2007 | seit 2007 | Gerald Hüller    |

### Wappen
|  | Blasonierung: „In Rot ein silberner, dreigezinnter, mit drei Fensteröffnungen und einem Tor versehener Turm, der von einer silbernen Mauer begleitet wird.“ Das Wappen wurde am 7. September 1977 verliehen. Marz wurde im Jahr 1202 erstmals urkundlich erwähnt, und zählt damit zu den ältesten Siedlungen im Burgenland. Die auf einem Hügel stehende Pfarrkirche diente mit einer den Hügel umfassenden Wehrmauer während der Türkenkriege als Zufluchtsstätte der Dorfbevölkerung. Das Wappensymbol verweist auf diese Verteidigungseinrichtung und somit auf das schwere Schicksal der Gemeinde in der Vergangenheit; zugleich soll es als Zeichen für den großen Aufschwung in der Gegenwart dienen. |

## Persönlichkeiten
Quelle

### Ehrenbürger der Gemeinde
- Franz Mariska, Pfarrer (verliehen am 15. Februar 1937)
- Johann Schwarz, Pfarrer (verliehen am 3. April 1972 / verstorben am 8. März 1976)
- Georg Fuchs (1912–1998), Arzt (verliehen am 24. September 1977)

### Träger des Ehrenringes
- Johann Buchinger, Altbürgermeister (verliehen am 8. Mai 1984 / verstorben am 14. Mai 1994)
- Stefan Zachs, Altbürgermeister (verliehen am 17. November 1989 / verstorben am 21. Mai 1994)
- Alois Grath, Altbürgermeister (verliehen am 26. November 1999 / verstorben am 29. Juni 2004)
- Otto Scheiber, Bürgermeister a. D. (verliehen am 15. Mai 2014)

### Träger der Ehrennadel der Gemeinde
- Franz Schmidl (verliehen am 29. Mai 1987)
- Johann Herowitsch (verliehen am 19. Juli 1987)
- Franz Buchinger (verliehen am 20. Dezember 1991)
- Peter Seedoch (verliehen am 15. März 2007)
- Ewald Widder (verliehen am 15. März 2007)
- Hermine Steiner, Volksschuldirektorin i. R. (verliehen am 15. März 2007)
- Robert Steiner (verliehen am 30. November 2017)

### Personen, die mit Marz in Verbindung sind
- Ambrosius Salzer (1475–1568), Domherr von St. Stefan und Rektor der Universität Wien
- Eduard Suess (1831–1914), österreichischer Geologe und Politiker des 19. Jahrhunderts, in Marz bestattet
- Wolfgang Weisgram (1957–2024), österreichischer Journalist und freier Autor (Der-Standard-Korrespondent und Fußball-Experte) lebt in Marz